# Pascal FEOS
Pascal Dardoufas (Bad Nauheim, Hesse, 11 de març de 1968 - 9 de maig de 2020), més conegut amb el nom artístic de Pascal FEOS (acrònim de From the Essence of Minimalistic Sound), va ser un discjòquei i productor musical alemany de música electrònica. Va formar el duet Resistance D amb Maik Maurice Diehl i també va publicar treballs amb el pseudònim de Sonic Infusion. Fins al 2011 va formar part de l'equip de productors del projecte ambient Aural Float al costat de Gabriel Le Mar i Alex Azary. També va dirigir les discogràfiques Level Non Zero i Need for Groove.

## Biografia
Pascal FEOS, que era d'ascendència grega, va viure les seves primeres experiències amb la música en discoteques d'italo disco i Hi-NRG de la dècada del 1980, així com d'electronic body music. En el moment en què el house i l'acid techno feien de la música electrònica un fenomen de masses, Pascal FEOS va trobar el seu lloc a l'escena techno alemanya a partir de 1984. Va punxar en discoteques com Dorian Gray, Omen i U60311 de Frankfurt del Main, Warehouse de Colònia i Tempel de Múnic. El 1989, Maik Maurice Diehl i Pascal FEOS es van conèixer en un club i van decidir produir música junts. Els dos van aparèixer per primera vegada l'any 1990 com a directe sota el nom de Resistance D, convertint-se amb el seu primer llançament, Cosmic Love (1991), en pioners del nou gènere musical anomenat trance.
A més de Resistance D, també va treballar en el projecte Sonic Infusion. Els llançaments d'ambdós projectes van aparèixer als segells Eye Q Records i Harthouse de Sven Väth. En aquests dos segells es va crear l'anomenat Sound of Frankfurt amb el gènere musical trance. El 1994 va cofundar el projecte de música ambient Aural Float amb Gabriel Le Mar i Alex Azary. Quan el trance estava en el seu punt àlgid el 1995, Pascal FEOS va cofundar els segells Elektrolux, HeyBabe i Planet Vision amb Alex Azary. Electrolux en particular es va desenvolupar amb molt d'èxit i es va considerar un segell important per a la música ambient, dub i lounge. El segell també va publicar l'àlbum debut d'Aural Float, Introspectives, l'any en què es va fundar. El 1999 es va publicar el primer àlbum de Pascal FEOS titulat From The Essence Of Minimalist Sound.
L'àlbum Remixed, publicat l'any 2000, conté remescles de temes propis de Pascal FEOS, que havien fet amics artistes com Ricardo Villalobos, Timo Maas, Thomas Schumacher, Chris Liebing i WJ Henze. L'any 2004 va fundar el seu nou segell Level Non Zero, on més endavant es van publicar més àlbums d'estudi de Pascal FEOS i nombrosos senzills. El 2006 es va publicar un àlbum titulat Synaptic. El quart àlbum, Terra Bong! (2010), es va publicar amb el seu propi segell. Després de tres anys de producció, el 2013 va veure la llum el seu primer àlbum doble, Departed 2 Return. Pascal FEOS també va fer remescles per a artistes com Jean Michel Jarre, Sven Väth, Laurent Garnier i Anne Clark.
Va morir el maig de 2020 a l'edat de 52 anys per complicacions del càncer d'estómac.

## Discografia

### Àlbums
- 1993: Edenhouse – Never Mind
- 1999: Pascal F.E.O.S. – From The Essence Of Minimalistic Sound (PV)
- 2002: Sonic Infusion – Formatted (Planet Vision)
- 2003: Pascal F.E.O.S. – Self Reflexion (PV)
- 2006: Pascal F.E.O.S. – Synaptic (LNZ)
- 2010: Pascal FEOS – Terra Bong! (LNZ)
- 2013: Pascal FEOS – Departed 2 Return (LNZ)

### EP i senzills
- 1995: Pascal F.E.O.S. vs. M/S/O – Our Music
- 1996: Aural Float – Introspectives (E10)
- 1996: Mark Spoon & Pascal F.E.O.S. – The City (Bigger & Better) (Ovum)
- 1998: Pascal F.E.O.S. vs. M/S/O – Ideas & Experience (PV 014)
- 1999: Resistance D – Feel High (Vision 019)
- 1999: Aural Float – New Frontiers (E100100)
- 2000: Pascal F.E.O.S. – I can feel that/Remix (PV 023)
- 2000: Pascal F.E.O.S. – Are U tranquilizied? (PV 026)
- 2000: Pascal F.E.O.S. & Petar Dundov – Sidechained (PV 030)
- 2001: Pascal F.E.O.S. – Organic Protection (Cocoon Recordings)
- 2005: Pascal FEOS – I can feel that (OMY 001)
- 2005: Pascal FEOS – Tres O Tres (LNZ 004)
- 2005: Aural Float – Beautiful Someday CD (Elux)
- 2006: Pascal FEOS & M/S/O – Further & Further (LNZ 005)
- 2007: Pascal FEOS & Chris Wood – Details CD (LNZ 004)
- 2007: Pascal FEOS & Marc Miroir – Rezolution (LNZ 012)
- 2008: Pascal FEOS – Endless Summer (LNZ 020)
- 2009: Pascal FEOS & Domenic D’Agnelli – Free your mind (LNZ 030)
- 2009: Pascal FEOS & M/S/O – Luv (LNZ 023)
- 2010: Pascal FEOS & Frank Leicher – Wilde Wälse (Hive Rec.)
- 2010: Pascal FEOS – Girlfunk (Touched)
- 2010: Pascal FEOS & Guido Schneider – Saftig/Halb trocken (Highgrade 083)

### Remescles
- 1999: Elektrochemie LK – Schall (Pascal FEOS Remix)
- 2000: Azzido Da Bass – Dooms Night (Pascal FEOS Treatment Mix)
- 2001: RMB – Horizon (Resistance D. Remix)
- 2001: Ramirez – Orgasmico (Pascal FEOS Remix)
- 2003: Tim Xavier – Theatre of Sound (Pascal FEOS Treatment)
- 2003: Naoki Kenji – Journey (Pascal FEOS Remix)
- 2003: Chris Zander – Prague Spring (Pascal FEOS Remix)
- 2007: Björn Wilke – R U Ready Ralph (Pascal FEOS Treatment)
- 2009: Dune – Tagträume (Pascal FEOS Treatment)
- 2010: Martin Woerner – Braintwister (Pascal FEOS & Frank Leicher Remix)